# Ambrosiasvampar
Ambrosiasvampar är benämningen på de svampar som "odlas" av insekter, framför allt myror, skalbaggar och termiter, i koloniernas bon.
Det är svampar som har förmågan att bryta den cellulosa, och de växer i vedgångarna till hyfmassor som kallas ambrosia. Svampmassorna fungerar som föda för insekternas larver, ibland även för de vuxna djuren, och svampsporerna sprids med insekterna till nya yngelplatser.